# Caesarius van Arles

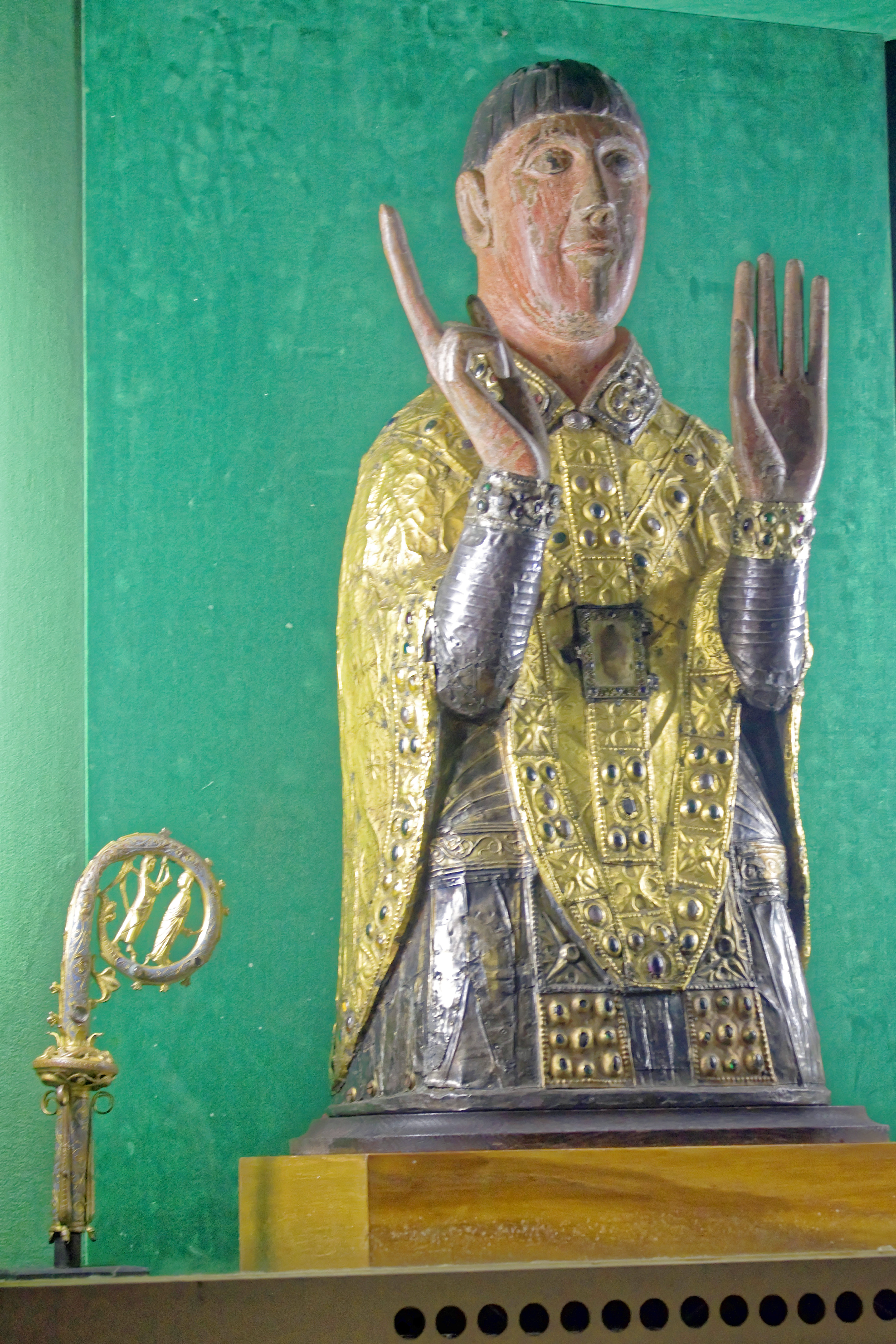
Reliekschrijn van Caesarius (12e eeuw, voormalige abdijkerk van Maurs)

Caesarius van Arles, ook Caesarius Arelatensis (bij Chalon-sur-Saône, rond  470 - Arles, 27 augustus 542) was een katholiek bisschop en heilige.
Caesarius werd geboren in een Gallo-Romeinse, christelijke familie in het toenmalige Cabillonum, dat toen in handen was van de Germaanse Bourgondiërs. Op 18-jarige leeftijd ontving hij de tonsuur van Silvester, de plaatselijke bisschop. Omdat het seculiere leven hem niet beviel, trok hij naar de Lérins-eilanden in Zuid-Frankrijk. Hij werd er opgenomen in het klooster van Saint-Honorat. Door de bisschop van Arles werd hij tot priester gewijd en vervolgens aangesteld tot abt met de taak om de kloosterdiscipline te herstellen.
Op 33-jarige leeftijd werd het gekozen tot bisschop van Arles. Aanvankelijk verdachten de Visigoten hem ervan dat hij de stad onder de invloed van de Bourgondiërs wilde brengen. Hij werd daarom verbannen naar Bordeaux, maar mocht na enige tijd terugkeren. Nadat de Ostrogoten de macht hadden overgenomen in Arles, reisde Caesarius naar hun hoofdstad Ravenna. Hij nam deel aan verschillende concilies (Carpentras, Orange, Vaison, Marseille).
Hij was voorzitter van het Tweede Concilie van Orange, die de doctrines  van Augustinus van Hippo verdedigde tegen de aanhangers van het Pelagianisme en semi-pelagianisme, een groep dissidente christenen die voorhielden dat de eerste stap naar verlossing een vrijwillige keuze is, een daad van menselijke vrijheid dus, en niet de genade, ook al is deze nodig om ook daadwerkelijk verlost te worden. De genadeleer van Paus Felix III (IV), grotendeels ontleend aan Augustinus (overleden  430), werd in juli 529 aanvaard door de Tweede Synode van Orange.
Hij introduceerde veel hervormingen en stichtte verschillende kloosters. Ook schreef hij twee kloosterregels, de Regula ad monachos en de  Regula ad virgines.

## Werken
- Sancti Caesarii episcopi Arelatensis Opera omnia nunc primum in unum collecta, 2 vols., ed. G. Morin (1937–1942);
- (fr)  M.-J. Delage, Césaire d'Arles: Sermons au peuple 1-2, Sources Chrétiennes. Paris 1971-1978 (Franse vertaling).
- (en)  Magdeleine Mueller, Caesarius of Arles, Sermons, 3 vols., Washington D.C., 1956-73 (The Fathers of the Church, vol. 31, 47, 66), 1956-1973 (Engelse vertaling).